# Nicolaus Zacharie
Nicolaus Zacharie   (Bríndisi, segle XIV - 1466) fou un músic italià del segle xv. Fou cantor de la Capella Pontifícia des del 1420 fins al 1432 i un dels més notables representants del famosa Caccia florentina. S'anomenava Caccia una de les noves i agosarades formes que els músics del Renaixement italià adoptaren en els principis del segle xiv.
En les composicions d'aquest gènere servia de text un relat de caça, i sinó una descripció humorística de la vida popular quotidiana, per exemple, els diversos pregons d'un mercat.
El compositor francès del segle xvi, Janequin, imità el procediment en la seva composició Cris de París, escrita vers l'any 1500. La música de la Caccia seguia sempre la forma de cànon estret a dues veus, a l'uníson o l'octava, succeint-se les veus a vuit o més compassos de distància.
D'igual forma que en el madrigal florentí de la mateixa època les parts, cantades alternaven amb preludis, interludis i postludis de música purament instrumental.
Generalment creuen els musicòlegs que el cath anglès és un derivat de la Caccia florentina.